# イングリッシュマンinニューヨーク
『イングリッシュマンinニューヨーク』（原題：Stars and Bars）は、1988年制作のアメリカ合衆国のコメディ映画。ダニエル・デイ＝ルイス主演。日本では劇場未公開。主題歌はスティングの“Englishman in New York”（「ナッシング・ライク・ザ・サン」収録）。

## あらすじ
イギリスの名門大学を卒業したヘンダーソンは、アメリカン・ドリームを抱いてニューヨークの美術商に就職する。
ある日、彼は新たに発見されたルノワールの絵の買い付けのため、アトランタへ向かう。
ヘンダーソンは絵の持ち主に高額の買い値を提示するが、持ち主の家族はほかの美術商からはもっと高額を提示されたと主張。人の良い彼は何とかして絵を買おうとするが、次々に起こる騒動に振り回される羽目に。

## キャスト
- ヘンダーソン・ドーレス：ダニエル・デイ＝ルイス
- ルーミス・ゲイジ：ハリー・ディーン・スタントン
- ブライアント：マーサ・プリンプトン
- アイリーン：ジョーン・キューザック
- フリーボーン・ゲイジ：モーリー・チェイキン
- デュエイン・ゲイジ：ウィル・パットン
- ユージーン：キース・デイヴィッド
- メリッサ：ローリー・メトカーフ
- コーラ：グレン・ヘドリー
- カーデュー：スポルディング・グレイ
- チャーリー：デヴィッド・ストラザーン
- ベックマン・ゲイジ：マシュー・カウルズ
- シャンダ・ゲイジ：ディードル・オコンネル
- プルーイット：スティーヴン・ライト